# Блондель, Оливье
Оливье́ Блонде́ль (фр. Olivier Blondel; 9 июля 1979, Мон-Сен-Эньян, Франция) — французский футболист, вратарь.

## Клубная карьера

### «Гавр»
Оливье Блондель — воспитанник футбольного клуба «Руан». В 1998 году перешёл в «Гавр». В сезоне 1998/99 основными вратарями клуба были Себастьян Амель и Стефан Кассар, на Амеля делалась ставка и в следующем сезоне. Летом 2000 года в «Гавр» пришёл Александер Венцель, который занимал пост № 1 в команде на протяжении 5 лет.
За это время Блондель сыграл лишь 2 матча в Лиге 2 сезона 2003/04.
В 2005 году Венцель завершил карьеру игрока и сезон 2005/06 Оливье Блондель начал в качестве основного голкипера «Гавра», однако пропустив в 5 первых матчах сезона 11 голов, уступил место в воротах Стиву Манданда. До окончания сезона Блондель сыграл за команду ещё 5 матчей, 2 из которых — не полностью.
После ухода Манданда из команды в 2007 году в «Гавр» вернулся Кристоф Рево, который и стал основным вратарём команды в сезоне 2007/08. Блондель же в том сезоне не провёл в Лиге 2 ни одного матча и по окончании сезона покинул клуб.

### «Тулуза» и «Труа»
Перейдя в «Тулузу» Оливье Блондель вновь оказался в одной команде с Амелем. Однако конкурировать за место в основном составе пришлось с другим голкипером клуба — 27-летним Седриком Каррассо. В итоге Блондель всё же дебютировал в Лиге 1 (15 февраля 2009 года в матче против «Сошо»), но эта игра осталась единственной для вратаря в сезоне. В чемпионате Франции 2009/10 Оливье Блондель сыграл 13 матчей и по окончании сезона вернулся в Лигу 2 — в клуб «Труа».
В «Труа» вратарь регулярно играл на протяжении полутора сезонов, пока не получил травму в первом тайме матча с «Реймсом» 16 декабря 2011 года.
Во второй половине сезона Блондель сыграл лишь 20 минут в матче последнего тура чемпионата против «Амьена». Летом 2012 года голкипер вернулся в «Тулузу».

## Статистика
| Клуб              | Сезон             | Национальный чемпионат | Национальный чемпионат | Национальный чемпионат | Национальные кубки | Национальные кубки | Еврокубки | Еврокубки | Всего | Всего |
| Клуб              | Сезон             | Лига                   | Игры                   | Голы                   | Игры               | Голы               | Игры      | Голы      | Игры  | Голы  |
| ----------------- | ----------------- | ---------------------- | ---------------------- | ---------------------- | ------------------ | ------------------ | --------- | --------- | ----- | ----- |
| Гавр              | 1998/99           | Лига 1                 | 0                      | 0                      | 0                  | 0                  | 0         | 0         | 0     | 0     |
| Гавр              | 1999/00           | Лига 1                 | 0                      | 0                      | 0                  | 0                  | 0         | 0         | 0     | 0     |
| Гавр              | 2000/01           | Лига 2                 | 0                      | 0                      | 0                  | 0                  | 0         | 0         | 0     | 0     |
| Гавр              | 2001/02           | Лига 2                 | 0                      | 0                      | 0                  | 0                  | 0         | 0         | 0     | 0     |
| Гавр              | 2002/03           | Лига 1                 | 0                      | 0                      | 0                  | 0                  | 0         | 0         | 0     | 0     |
| Гавр              | 2003/04           | Лига 2                 | 2                      | -3                     | 0                  | 0                  | 0         | 0         | 2     | -3    |
| Гавр              | 2004/05           | Лига 2                 | 0                      | 0                      | 0                  | 0                  | 0         | 0         | 0     | 0     |
| Гавр              | 2005/06           | Лига 2                 | 10                     | -13                    | 0                  | 0                  | 0         | 0         | 10    | -13   |
| Гавр              | 2006/07           | Лига 2                 | 1                      | 0                      | 0                  | 0                  | 0         | 0         | 1     | 0     |
| Гавр              | 2007/08           | Лига 2                 | 0                      | 0                      | 0                  | 0                  | 0         | 0         | 0     | 0     |
| Всего за «Гавр»   | Всего за «Гавр»   | Всего за «Гавр»        | 13                     | −16                    | 0                  | 0                  | 0         | 0         | 13    | −16   |
| Тулуза            | 2008/09           | Лига 1                 | 1                      | -1                     | 0                  | 0                  | 0         | 0         | 1     | -1    |
| Тулуза            | 2009/10           | Лига 1                 | 13                     | -16                    | 0                  | 0                  | 3         | -2        | 16    | -18   |
| Тулуза            | 2012/13           | Лига 1                 | 1                      | -1                     | 3                  | -4                 | 0         | 0         | 4     | -5    |
| Всего за «Тулузу» | Всего за «Тулузу» | Всего за «Тулузу»      | 15                     | −18                    | 3                  | −4                 | 3         | −2        | 21    | −24   |
| Труа              | 2010/11           | Лига 2                 | 37                     | -44                    | 2                  | -4                 | 0         | 0         | 39    | -48   |
| Труа              | 2011/12           | Лига 2                 | 17                     | -14                    | 1                  | -2                 | 0         | 0         | 18    | -16   |
| Всего за «Труа»   | Всего за «Труа»   | Всего за «Труа»        | 54                     | −58                    | 3                  | −6                 | 0         | 0         | 57    | −64   |
| Всего за карьеру  | Всего за карьеру  | Всего за карьеру       | 82                     | −92                    | 6                  | −10                | 3         | −2        | 91    | −104  |